# William Turner (ornitolog)
William Turner (asi 1508, Northumberland – 7. července 1568, Londýn) byl anglický ornitolog a botanik.
Jeho dílo Avium praecipuarum, quarum apud Plinium et Aristotelem mentio est, brevis et succincta historia (Kolín nad Rýnem, 1544) je považováno za první tištěnou knihu, která se výhradně zabývá studiem ptáků. Popisuje zde navíc nejen druhy, o kterých se zmiňoval již Aristoteles a Plinius starší, ale také ty, které sám pozoroval a právě díky tomuto mezníku v dějinách ornitologie je často označován jako první ornitolog v moderním vědeckém duchu.